# 澳大利亚翻译资格认可局
澳大利亚翻译资格认可局（英語：The National Accreditation Authority for Translators and Interpreters，缩写：NAATI，直译为“全国笔译及口译评审局”）是澳大利亚全国性的笔译和口译标准制订和资格认证机构。它是唯一有资格为想在澳大利亚从事翻译职业的人员提供认证的机构。该机构由澳大利亚联邦、州和领地政府共同所有。

## NAATI的目的
NAATI的主要目的是加强澳大利亚社会的融入和参与，协助满足其多样化和不断变化的沟通需求和期望，它通过：
- 制订、维持和促进国家笔译和口译的高标准
- 实施一个全国质量保证系统来为那些满足要求的从业人员作认证

## 认证种类
- （资深）高级笔译员
- （资深）会议口译员
- 高级笔译员
- 会议口译员
- 专业笔译员
- 专业口译员
- 辅助专职笔译员
- 辅助专职口译员

## NAATI认证在澳大利亚的重要性
NAATI是负责制定和监测澳大利亚笔译和口译职业标准的机构。NAATI通过它的一套认证系统来做到这点。
NAATI认证是被澳大利亚笔译和口译雇主正式承认的唯一凭证。NAATI认证可以通过以下五个方式取得：
- 通过NAATI认证测试
- 在一所被NAATI认可的澳大利亚院校成功完成一门笔译及/或口译课程的学习
- 提供证据证明从海外教育机构获了笔译及/或口译专科的高等教育学历
- 提供证据证明是一家公认的国际笔译及/或口译行业协会的成员
- 提供证据证明有笔译或者口译的预修学分

NAATI还颁发另外两类认证凭证：
1. “语言助手”——一种双语凭证而不是笔译或者口译的凭证
2. “认可”——只对NAATI不提供认证测试的语言颁发，并且没有专门的熟练程度等级与之挂钩
NAATI 会发行季刊通讯，以帮助人们及时了解其内部的信息以及澳大利亚笔译和口译行业最新的情况。NAATI同时也会发行一些出版物和产品，来帮助使用笔译员和口译员的终端用户。在澳大利亚，许多政府部门都要求非英语的身份证明和其他文件都必须经过NAATI认证的翻译员翻译成英语。持有NAATI认证的笔译员和口译员可以通过在线的从业人员名录来找到。

## 培训和学习班
在每一个州和领地，NAATI工作人员会开办各种学习班来帮助报考者成功通过考试从而或者认证。学习班包括以下分类：
- 口译强化训练
- 道德和职业操守
- 口译笔记
- 基础口译和笔译技巧
- 备考

## 测试
NAATI根据需求来测试。要达到测试要求，报考者必须满足一系列与报考等级相符的要求。对辅助专业水平来说，要求包括等同于至少在澳洲中学接受4年教育和对两种语言的熟练运用。
对于专业水平，参加测试的要求包括取得任何领域学位或文凭，同时/或者取得想要申请的语言种类的NAATI的辅助专业口译员资格认证（即专业的口译和笔译水平）。
会议口译员、（资深）高级笔译员和（资深）会议口译员目前不能通过考试的方式取得认证。高级笔译员的认证考试只对有限的语言种类开放。

## NAATI认证考试
所有的认证考试都涉及英语和一门非英语语言。认证考试目前包括以下非英语语言：
阿尔巴尼亚语、阿姆哈拉语、阿拉伯语、亚美尼亚语、亚述语、澳大利亚手语、孟加拉语、波斯尼亚语、保加利亚语、缅甸语、广东话、汉语（只限翻译）、克罗地亚语、捷克语、达里语、丁卡语、荷兰语、菲律宾语、芬兰语、法语、德语、希腊语、客家话（只限口译）、印地语、匈牙利语、印度尼西亚语、意大利语、日语、高棉语、朝鲜语、库尔德语（尔曼吉语）、库尔德语（Sorani语）、老挝语、马其顿语、马来语、马耳他语、普通话,尼泊尔语、努尔语、奥罗莫语、波斯语、波兰语、葡萄牙语、旁遮普语、普什图语、罗马尼亚语、俄语、萨摩亚语、塞尔维亚语、僧伽罗语、斯洛伐克语、索马里语、西班牙语、斯瓦希里语、泰米尔语、德顿语（只限口译）、泰国语、提格里尼亚语、汤加语、土耳其语、乌克兰语、乌尔都语、越南语.